# Mehmet Scholl
Mehmet Tobias Scholl (Karlsruhe, Alemania, 16 de octubre de 1970) es un exfutbolista y entrenador alemán de padre turco y madre alemana, que jugaba en la posición de centrocampista en el Bayern de Múnich. Su éxito con el Bayern lo convierte en el poseedor del récord de títulos de la Bundesliga, empatado con sus excompañeros Oliver Kahn y Bastian Schweinsteiger. Se retiró al final de la temporada de la Bundesliga 2006-07 como uno de los futbolistas alemanes más exitosos de la historia.

## Trayectoria
Se inició en 1989 en las filas del Karlsruher SC, de donde fue traspasado al Bayern Múnich en 1992, donde jugó por quince temporadas. Es uno de los jugadores que más veces ha jugado en el Bayern (16 años, con 469 partidos y 117 goles).
En el cuadro de Múnich logró varios éxitos, nacionales e internacionales, como la Liga alemana, la Copa de Alemania, la Liga de Campeones de Europa y la Copa Intercontinental.
Scholl se retiró del fútbol en un amistoso con el F. C. Barcelona, que venció al Bayern 0-1 con gol de Lionel Messi, el 15 de agosto de 2007. En su retirada, se hizo un cambio único, un dorsal 7 por otro 7, Franck Ribéry.

## Clubes

### Como futbolista
| Club             | País     | Año       |
| ---------------- | -------- | --------- |
| Karlsruher SC    | Alemania | 1989-1992 |
| Bayern de Múnich | Alemania | 1992-2007 |

### Como entrenador
| Club                | País     | Año       |
| ------------------- | -------- | --------- |
| Bayern de Múnich II | Alemania | 2012-2013 |

## Selección nacional
Entre 1991 y 1992 formó parte de la selección de fútbol sub-21 de Alemania, con la que jugó cinco partidos y marcó tres goles. También participó en la selección olímpica alemana en los Juegos Olímpicos de Barcelona 1992. Entre 1995 y 2002 jugó un total de 36 partidos y anotó un total de 8 goles por la selección de fútbol de Alemania.

## Palmarés

### Campeonatos nacionales
| Título                      | Club             | País     | Año       |
| --------------------------- | ---------------- | -------- | --------- |
| 1. Bundesliga               | Bayern de Múnich | Alemania | 1993-94   |
| 1. Bundesliga               | Bayern de Múnich | Alemania | 1996-97   |
| Copa de la Liga de Alemania | Bayern de Múnich | Alemania | 1997      |
| Copa de Alemania            | Bayern de Múnich | Alemania | 1997-98   |
| Copa de la Liga de Alemania | Bayern de Múnich | Alemania | 1998      |
| 1. Bundesliga               | Bayern de Múnich | Alemania | 1998-99   |
| Copa de la Liga de Alemania | Bayern de Múnich | Alemania | 1999      |
| 1. Bundesliga               | Bayern de Múnich | Alemania | 1999-2000 |
| Copa de Alemania            | Bayern de Múnich | Alemania | 1999-2000 |
| Copa de la Liga de Alemania | Bayern de Múnich | Alemania | 2000      |
| 1. Bundesliga               | Bayern de Múnich | Alemania | 2000-01   |
| 1. Bundesliga               | Bayern de Múnich | Alemania | 2002-03   |
| Copa de Alemania            | Bayern de Múnich | Alemania | 2002-03   |
| Copa de la Liga de Alemania | Bayern de Múnich | Alemania | 2004      |
| 1. Bundesliga               | Bayern de Múnich | Alemania | 2004-05   |
| Copa de Alemania            | Bayern de Múnich | Alemania | 2004-05   |
| 1. Bundesliga               | Bayern de Múnich | Alemania | 2005-06   |
| Copa de Alemania            | Bayern de Múnich | Alemania | 2005-06   |

### Campeonatos internacionales
| Título                       | Club (*)              | Sede       | Año     |
| ---------------------------- | --------------------- | ---------- | ------- |
| Copa de la UEFA              | Bayern de Múnich      | Burdeos    | 1995-96 |
| Eurocopa                     | Selección de Alemania | Inglaterra | 1996    |
| Liga de Campeones de la UEFA | Bayern de Múnich      | Milán      | 2000-01 |
| Copa Intercontinental        | Bayern de Múnich      | Tokio      | 2001    |

(*) Incluyendo la selección.

### Distinciones individuales
| Distinción                                 | Año        |
| ------------------------------------------ | ---------- |
| Equipo del año de la European Sports Media | 1996, 2001 |